# Faradayev zakon indukcije
Faraday-Lenzov (Faradayev) zakon elektromagnetske indukcije je osnovni zakon elektromagnetizma, a formula glasi:
{\displaystyle {\mathcal {E}}=-{{d\Phi _{B}} \over dt}}.
Inducirana elektromotorna sila u zatvorenoj konturi jednaka je negativnoj promjeni obuhvaćenog magnetskog toka kroz konturu.

## Poveznice
- Elektromagnetska indukcija